# Ел Кахон (град, Калифорния)
Ел Кахон (на английски: El Cajon) е град в окръг Сан Диего, щата Калифорния, САЩ. Ел Кахон е с население от 94869 жители (2000) и обща площ от 37,7 km². Намира се на 133 m надморска височина. ЗИП кодовете му са 92019-92022, 92090, а телефонният му код е 619.